# Maestà

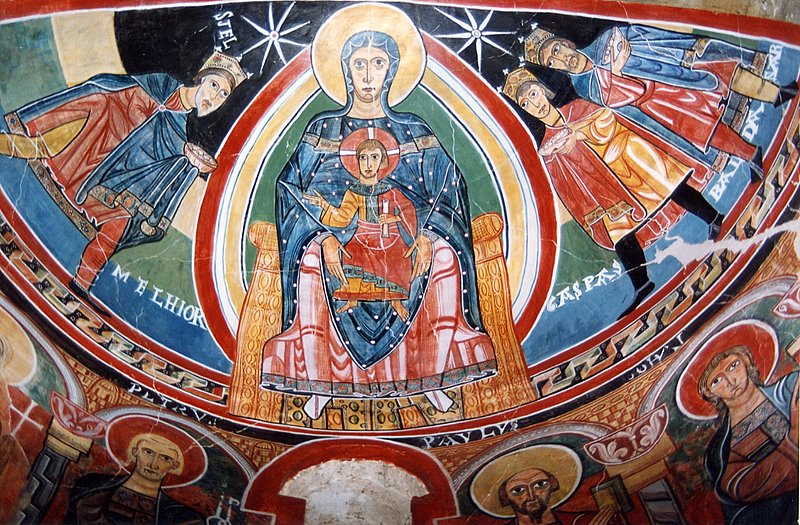
Virgen en Majestad, flanqueada por los Reyes Magos, en el fresco del ábside de Santa María de Tahull (ca. 1123).

Maestà [ma.eˈsta] ("majestad" en italiano) es la denominación de un tema iconográfico del arte cristiano medieval occidental que representa a la Virgen en Majestad, una forma de representar la Virgen con el Niño en que la Virgen María aparece entronizada; de forma similar a la Theotokos (Nikopoia, Kiriotissa) del arte bizantino.
Maiestas Mariae ("majestad" de "María" en latín) es un concepto mariológico y de la historiografía del arte para referirse al concepto de la Virgen como trono del Niño Dios.
Estilísticamente son imágenes hieráticas y ausentes.
Es una iconografía propia del Románico y el Gótico, que se divulga a partir del siglo XII, fundamentalmente en las iglesias dedicadas a María y en algunas dedicadas a algún santo. La visión del Cristo apocalíptico (Pantocrátor) fue sustituida por la de la Virgen, como trono del Salvador y mediadora entre los hombres y Dios.
El culto mariano se popularizó extraordinariamente en la Baja Edad Media, al mismo tiempo que, intelectual y sociológicamente, se producía la sublimación del concepto bajomedieval de mujer (el amor cortés de los trovadores).
En la religión romana, la diosa conocida como Bona Dea o Maiestas Maia, asociada con la virginidad y la fecundidad, también se representaba entronizada.

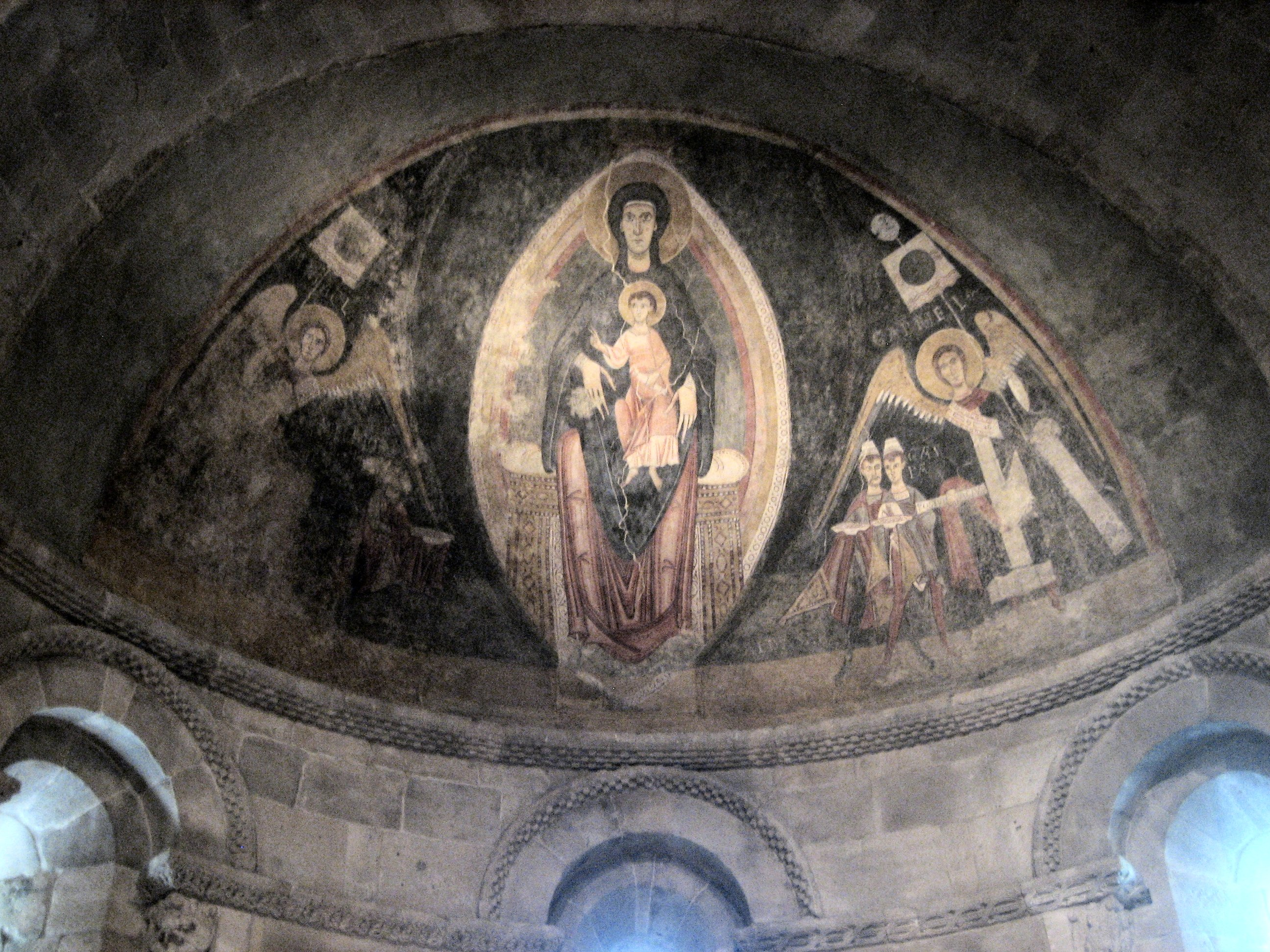
Fresco del ábside de la iglesia de Santa María de Cap d'Arán de Tredós, Maestro de Pedret, románico.
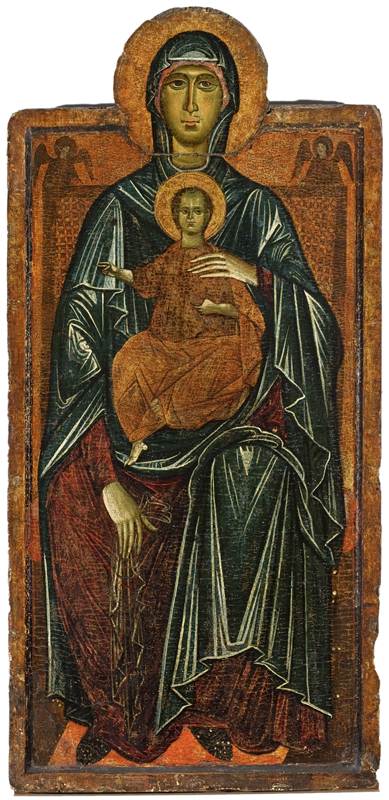
Maestro del Bigallo, gótico.
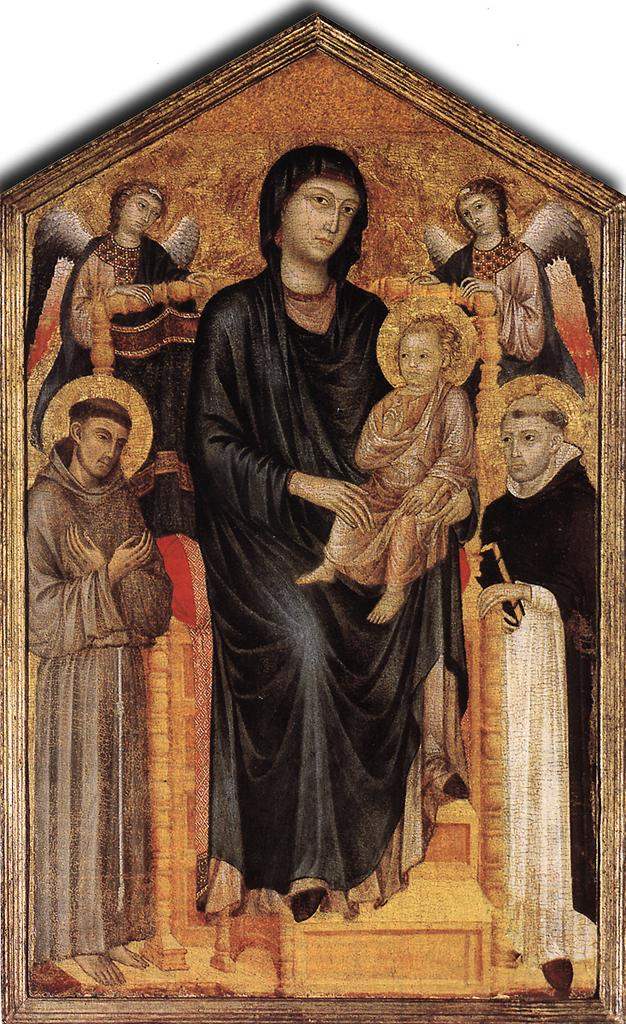
Cimabue, gótico.
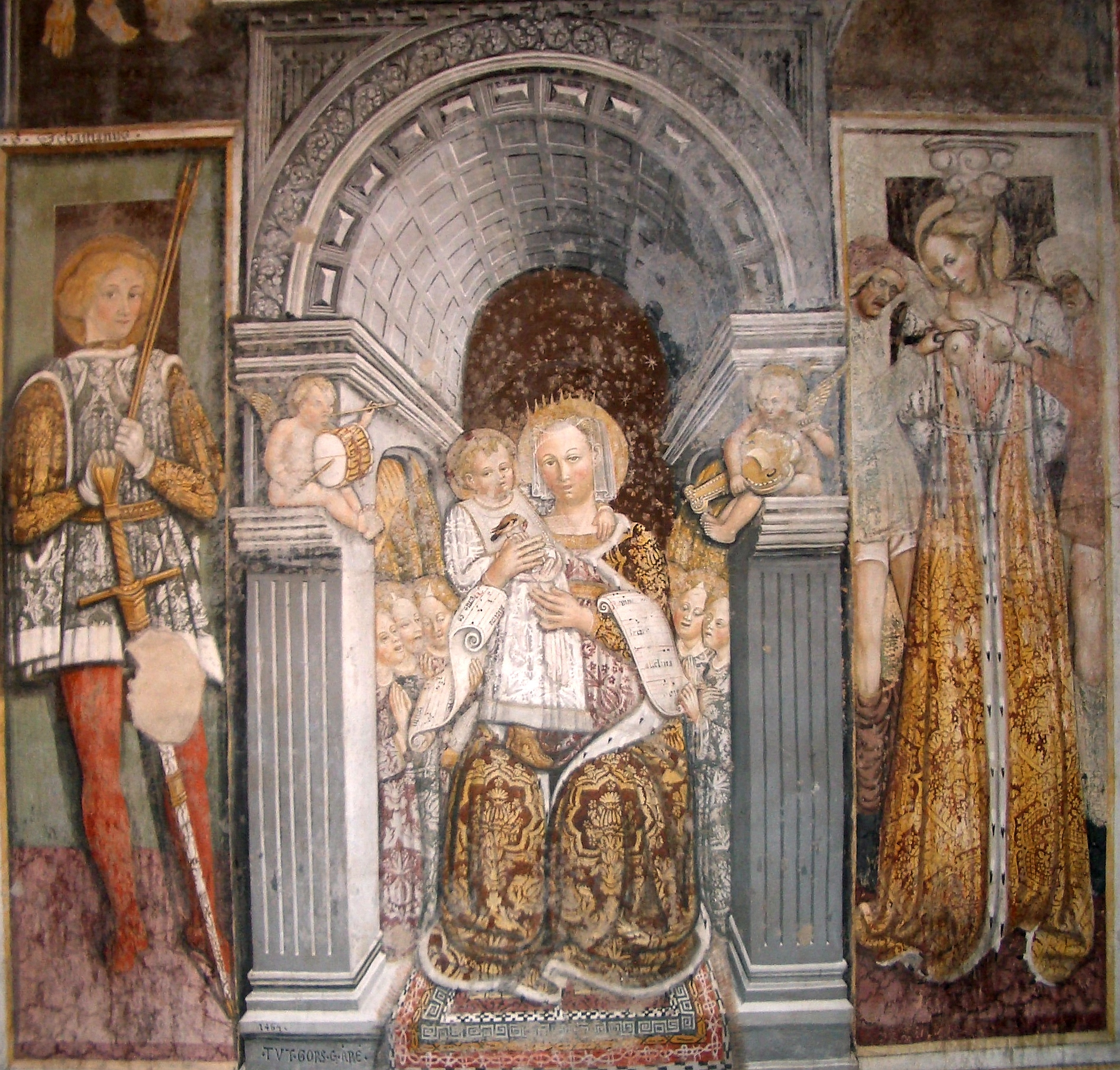
Fresco anónimo de San Nazzaro, renacimiento.
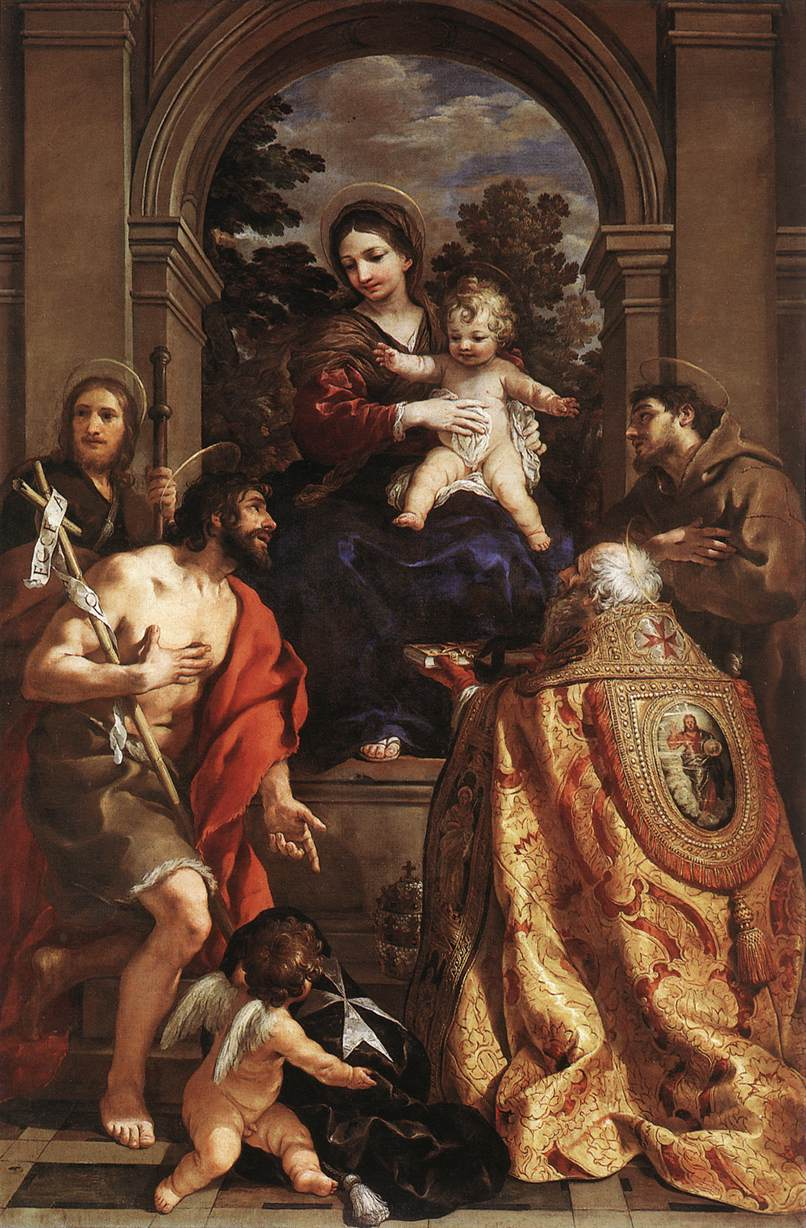
Pietro da Cortona, barroco.

- Maestà de la catedral de Siena (Duccio)
- Maestà (Cimabue, Florencia)
- Maestà di Ognissanti (Giotto)
- Virgen de la Majestad (catedral de Astorga) y Retablo de la Virgen de la Majestad (catedral de Astorga)

- Datos: Q1351991
- Multimedia: Maestà / Q1351991